# Јацек Мајхровски
Јацек Марија Мајхровски (Сосновјец, 13. јануар 1947) је пољски политичар, правник, историчар и професор на Јагелонском универзитету. Био је градоначелник Кракова између 2002. и 2024. године.

## Биографија
Мајхровски је рођен 13. јануара 1947. у Сосновјецу. Године 1999. придружио се Савезу демократске левице, али је суспендовао своје чланство док је био на функцији. Написао је 14 историјских књига, специјализујући се углавном за историју пољске политичке мисли и доктрина.
Дана 7. децембра 2015. године постао је потпредседник Савета европских општина и региона .

## Одабране награде
- Сребрна медаља за заслуге у култури – Глориа Артис (Пољска, 2005) [2]
- Орден за заслуге Краљевине Мађарске (Мађарска, 2009) [3]
- Командантски крст са звездом (Пољска, 2011) [4]
- Одликовање части за заслуге у Републици Аустрији (Аустрија, 2012) [5]
- Орден Сен Шарла (Монако, 2012) [6]
- Витешки крст Легије части (Француска, 2013) [7]